# Мартиросян, Гор (футболист, 1991)
Гор Мартирося́н (арм. Գոր Մարտիրոսյան; 18 февраля 1991, Ереван, Армянская ССР, СССР) — армянский футболист, защитник.

## Карьера игрока
Гор Мартиросян является воспитанником футбольной школы «Бананц». В раннем возрасте выступал за юношескую команду клуба «Бананц», а в следующем году был переведён в молодёжную команду. Однако, выходил на поле крайне редко, в основном на замену.
С 2009 года являлся игроком «Арарата», и за который также редко появляется на поле. В сезоне 2009 сыграл всего 3 матча, и все выйдя на замену. Первый матч за «Арарат» Мартиросян провёл в 17-м туре в гостевой игре против ереванской «Мики», в котором «Арарат» потерпел крупное поражение со счётом 1:5. По завершении сезона 2010 покинул расположение клуба.
В 2011 году играл за дубль «Гандзасара». В 2013—2015 годах выступал за дубль «Арарата» в первой лиге.

## Достижения
- «Арарат» (Ереван)
  - Обладатель Суперкубка Армении: 2009